# Adulahütte SAC
Die Adulahütte (ital. Capanna Adula CAS) ist eine Berghütte der Sektion Tessin des Schweizer Alpen-Clubs (SAC) im Schweizer Kanton Tessin. Benannt ist die Hütte nach dem Rheinwaldhorn (ital. Adula). 380 Höhenmeter höher befindet sich die Adulahütte UTOE.

## Lage
Die Hütte befindet sich auf einer Höhe von 2012 m ü. M. oberhalb des Val Carassin in der Nähe des Passo di Piotta der Adula-Alpen, nordwestlich des Rheinwaldhorns, auf einer Geländeterrasse über dem Val Soia, einem östlichen Seitental des Bleniotales. Sie verfügt über 34 Schlafplätze in sechs Zimmern. Sie liegt oberhalb der Orte Dangio und Torre auf dem Gebiet der Gemeinde Blenio im oberen Bleniotal und ist Ausgangspunkt für zahlreiche Wanderungen und Bergtouren.
Sie wurde 1924 eingeweiht und 1998 mit einem Anbau erweitert.

## Zugang

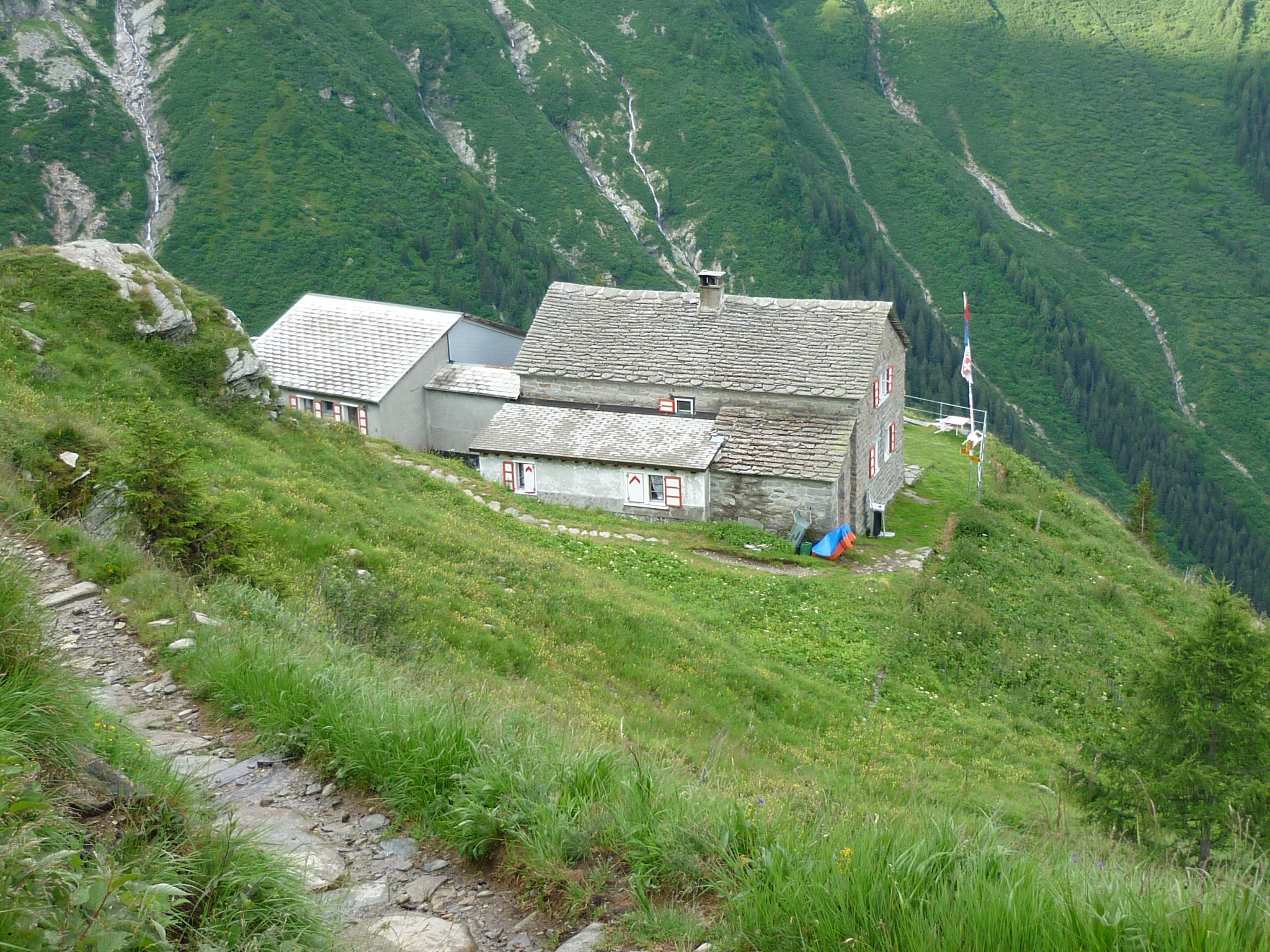
Lage der Hütte auf einer Terrasse über dem Val Soia

Im Sommer kann die Hütte auf Wanderwegen von der Staumauer des Lago di Luzzone (1609 m ü. M.) in 2,5 Stunden, von der Carassinastaumauer (Autoparkplatz oberhalb Cumpiètt) (1707 m ü. M.) in 1,5 Stunden, von Olivone (902 m ü. M.) in 3 Stunden und auf dem steilen Weg von Dangio (801 m ü. M.) in 3 Stunden erreicht werden, im Winter von Dangio aus in ca. 5 Stunden.

## Nachweis
1. 1 2 3  Lage und Höhe bei «geo.admin.ch».